# Urożajnoje (Kraj Ałtajski)
Urożajnoje (ros. Урожайное) – wieś (sieło) w Rosji, w Kraju Ałtajskim, w rejonie sowieckim. W 2010 liczyła 1199 mieszkańców.